# Peter Davison
Peter Davison ou Peter Moffett (Streatham, 13 de Abril de 1951) é um ator britânico, mais conhecido por seus papéis como Tristan Farnon na versão televisiva do livro de James Herriot All Creatures Great and Small, e a quinta regeneração de o Doutor em Doctor Who, papel que interpretou entre 1982 e 1984. Ele também é o segundo mais novo doutor, sendo o primeiro, Matt Smith.

## Filmografia

### Televisão
| Ano     | Título                        | Papel          | Detalhe                           |
| ------- | ----------------------------- | -------------- | --------------------------------- |
| 1978-90 | All Creatures Great and Small | Tristan Farnon | 65 episódios                      |
| 1982-84 | Doctor Who                    | Quinto Doutor  | 70 episódios                      |
| 1993    | Doctor Who                    | Quinto Doutor  | Episódio: Dimensions in Time      |
| 2007    | Doctor Who                    | Quinto Doutor  | Especial: Time Crash              |
| 2009    | The Queen                     | Dennis Tatcher | Episódio: The Rival               |
| 2013    | The Five(ish) Doctors Reboot  | Ele mesmo      | Especial de 50 anos de Doctor Who |

### Jogos eletrônicos
| Ano  | Título                 | Papel         | Detalhe          |
| ---- | ---------------------- | ------------- | ---------------- |
| 1997 | Destiny of the Doctors | Quinto Doutor |                  |
| 2015 | LEGO Dimensions        | Quinto Doutor | Arquivo de áudio |